# Галили, Исраэль (политик)
Исраэль Гали́ли (ивр. ישראל גלילי‎, урожд. Берченко; 10 февраля 1911, Браилов, Подольская губерния — 8 февраля 1986, Наан, Центральный округ) — израильский политик, министр правительства и депутат кнессета 1-го — 8-го созывов от партий Мапам, «Маарах» и Авода. С 1946 года и до провозглашения независимости Израиля в 1948 году занимал должность начальника штаба «Хаганы».

## Биография
Семья Галили эмигрировала в Палестину в 1914 году и поселилась в Тель-Авиве. Там же он учился в школе и профессии печатника.
Военную карьеру начал в 1927 году, вступив в «Хагану». В 1941 году Галили в числе трёх представителей Хистадрута вошёл в состав командования «Хаганы», был одним из главных организаторов вооружённого подполья, ведал приобретением оружия. Во время Второй мировой войны он принимал участие в подготовке борьбы с ожидаемым вторжением Германии в Палестину. В 1946 году был назначен начальником штаба Хаганы и прослужил в этом качестве до её роспуска Давидом Бен-Гурионом в 1948 году, уже после создания государства Израиль. Сыграл важную роль в Войне за Независимость.
Галили был также основателем молодёжной группы «Ханоар хаовед» (англ.) («Рабочая молодёжь»), а также кибуца Наан, где он проживал до смерти. Был избран в первый и последующие составы кнессета с 1949 по 1951 год, а затем с 1955 по 1977 год, от партий МАПАМ, «Маарах» и «Авода».
Назначался министром информации и министром без портфеля в нескольких правительствах. Был одним из главных советников премьер-министра Голды Меир и членов её кабинета, входил в состав узкого кабинета министров («митбахон»), на заседаниях которого принимали важнейшие решения по вопросам национальной безопасности, включая заседания узкого кабинета в период до войны Судного дня, в начале которой выявилась тактическая неподготовленность Израиля. Избирался членом комиссий «по иностранным делам и безопасности» и «по образованию и культуре» кнессета.
Автор книг:
- «Ришоним тамид. Пиркей маво ле-сефер ха-Палмах» («Всегда первые. Вступительные главы к книге „Палмах“», 1953);
- «Та‘ам ха-ма‘араха» («Вкус сражения», 1987); «Бе-мокдей асия ве-хахра‘а» («В местах решающих действий», 1987).